# Jacek Łuczak (rzeźbiarz)
Jacek Łuczak (ur. w 1962 w Gdańsku) – polski rzeźbiarz i ceramik.

## Życiorys
Studia w latach 1984–1990 w Państwowej Wyższej Szkole Sztuk Plastycznych w Gdańsku, na Wydziale Rzeźby w pracowni prof. Stanisława Radwańskiego; dyplom w 1990.
Autor m.in. projektu Krzyża Milenijnego i Stołu Napoleona w gdańskim Grodzisku. Wziął udział w 40 wystawach krajowych i zagranicznych. Prace artysty znajdują się w zbiorach w kraju i za granicą.